# 70 Años Peerless Una Historia Musical
La serie 70 Años Peerless una historia musical es una edición conmemorativa de CD programada en México por Discos Peerless-MCM con motivo del 70 aniversario de la compañía discográfica mexicana Discos Peerless, en el año 2003.
En esta serie se incluyeron 70 títulos con algunos de los artistas más representativos firmados en la compañía entre las décadas de los años 1940 y 1990. Cada uno de los CD publicados contiene 20 temas, digitalizados en lo posible de las cintas originales, limpias y con un sonido restaurado digitalmente. Una de las desventajas es que las cintas estéreo anteriores al año 1969 se publicaron en monoaural al igual que en series previas.

## Títulos de la serie
La edición fue muy limitada, en especial para ciertos títulos como el de Los Boppers, algunos títulos publicados son:
- Verónica Castro
- Pedro Infante
- Los Apson
- Lola Beltrán
- Los Tecolines
- Los Baby's
- Los Ovnis
- Los Boppers
- Polo
- Hermanas Águila
- Los Fantasmas
- Los Juniors
- Vianey Valdéz
- Los Potros
- Prisma
- Los Freddy's
- Frankie y Los Matadores
- Los Solitarios
- Queta Jiménez "La Prieta Linda"
- Los Reno
- Super Grupo Colombia
- Conjunto África
- Guacharacos de Colombia
- Los Sonors
- Emilio Tuero
- Eduardo Alexander/Salvador Garcia
- Hermanas Hernández
- Mario Pintor
- Olivia Molina/Queta Garay

Grupo Latino
En el año 2008, Warner Music México, propietaria de todo el catálogo y las cintas grabadas por Peerless, junto con Rhino Records; ha realizado una serie semejante con 15 éxitos incluyendo algunos de los artistas más representativos del extinto sello discográfico, la serie se denomina "Serie Diamante", habiéndose además programado la "Serie Diamante Plus" para todos aquellos artistas exitosos que realizaron cinco o más producciones (LP) en la compañía.
- Datos: Q2889008